# Edivaldo Hermoza
Edivaldo Rojas Hermoza, surnommé Bolívia est un footballeur international bolivien d'origine brésilienne, né le 17 novembre 1985 à Cuiabá (Brésil). Il évolue actuellement au Sport Boys Warnes au poste d'attaquant.

## Biographie

### Sélection
Le 5 juin 2011, il participe à sa première sélection en équipe de Bolivie, lors du match Bolivie - Paraguay à l'Estadio Ramón Tahuichi Aguilera (Défaite 2-0). Il entre à la 56e minutes à la place de Joselito Vaca.
Il marque son premier but, le 1er juillet 2011 contre l'Argentine.

### Buts en sélection
| Buts en sélection de Bolívia | Buts en sélection de Bolívia | Buts en sélection de Bolívia                     | Buts en sélection de Bolívia | Buts en sélection de Bolívia | Buts en sélection de Bolívia | Buts en sélection de Bolívia |
|                              | Date                         | Lieu                                             | Adversaire                   | Score                        | Résultat                     | Compétition                  |
| ---------------------------- | ---------------------------- | ------------------------------------------------ | ---------------------------- | ---------------------------- | ---------------------------- | ---------------------------- |
| 1.                           | 1er juillet 2011             | Estadio Ciudad de La Plata, La Plata (Argentine) | Argentine                    | 1-0                          | 1-1                          | Copa América 2011            |

NB : Les scores sont affichés sans tenir compte du sens conventionnel en cas de match à l'extérieur (Bolivie-adversaire)